# Léon-Maurice Pöhls
Léon-Maurice Pöhls (Amburgo, 1º maggio 1997) è un calciatore tedesco con cittadinanza bosniaca, portiere del Vllaznia.

## Carriera
Cresciuto nell'Eintracht Norderstedt, nel 2014 si trasferisce negli Stati Uniti d'America, dove completa gli studi superiori alla IMG Soccer Academy; nel 2016 inizia a studiare international business management alla York St John University, in Inghilterra, giocando contemporaneamente per la i2i Football Academy.
Lascia gli studi nel 2019, quando viene tesserato dallo Shamrock Rovers; dopo aver trascorso quattro stagioni come vice di Alan Mannus, nel 2023 inizia a giocare con regolarità, anche a causa di un infortunio alla mano occorso al portiere nordirlandese, diventando quindi il titolare degli Hoops a partire dalla stagione successiva.

## Statistiche

### Presenze e reti nei club
Statistiche aggiornate al 6 gennaio 2025.
| Stagione               | Squadra                | Campionato             | Campionato | Campionato | Coppe nazionali | Coppe nazionali | Coppe nazionali | Coppe continentali | Coppe continentali | Coppe continentali | Altre coppe | Altre coppe | Altre coppe | Totale | Totale |
| Stagione               | Squadra                | Comp                   | Pres       | Reti       | Comp            | Pres            | Reti            | Comp               | Pres               | Reti               | Comp        | Pres        | Reti        | Pres   | Reti   |
| ---------------------- | ---------------------- | ---------------------- | ---------- | ---------- | --------------- | --------------- | --------------- | ------------------ | ------------------ | ------------------ | ----------- | ----------- | ----------- | ------ | ------ |
| 2019                   | Shamrock Rovers        | PD                     | 0          | 0          | CI+CdL          | 0+1             | 0               | UEL                | 0                  | 0                  | -           | -           | -           | 1      | 0      |
| 2020                   | Shamrock Rovers        | PD                     | 0          | 0          | CI              | 0               | 0               | UEL                | 0                  | 0                  | -           | -           | -           | 0      | 0      |
| 2021                   | Shamrock Rovers        | PD                     | 2          | -4         | CI              | 0               | 0               | UCL+UECL           | 0+0                | 0                  | SI          | 0           | 0           | 2      | -4     |
| 2022                   | Shamrock Rovers        | PD                     | 3          | 0          | CI              | 3               | -4              | UCL+UEL+UECL       | 0+0+1              | -1                 | SI          | 0           | 0           | 7      | -5     |
| 2023                   | Shamrock Rovers        | PD                     | 15         | -10        | CI              | 0               | 0               | UCL+UECL           | 2+1                | -3 + -2            | SI          | 1           | -2          | 19     | -17    |
| 2024                   | Shamrock Rovers        | PD                     | 35         | -33        | CI              | 1               | -1              | UCL+UEL+UECL       | 4+4+6              | -7 + -8 + -9       | SI          | 1           | -1          | 51     | -59    |
| 2025                   | Shamrock Rovers        | PD                     | 2          | 0          | CI              | 0               | 0               | UCL+UEL            | -                  | -                  | SI          | 0           | 0           | 2      | 0      |
| Totale Shamrock Rovers | Totale Shamrock Rovers | Totale Shamrock Rovers | 57         | -47        |                 | 5               | -5              |                    | 18                 | -30                |             | 2           | -3          | 82     | -85    |
| 2025-2026              | Vllaznia               | KS                     | 0          | 0          | CA              | 0               | 0               | UECL               | 0                  | 0                  | -           | -           | -           | 0      | 0      |
| Totale carriera        | Totale carriera        | Totale carriera        | 57         | -47        |                 | 5               | -5              |                    | 18                 | -30                |             | 2           | -3          | 82     | -85    |

## Palmarès

### Club

#### Competizioni nazionali
- Campionato irlandese: 4

Shamrock Rovers: 2020, 2021, 2022, 2023
- Coppa d'Irlanda: 1

Shamrock Rovers: 2019
- Supercoppa d'Irlanda: 2

Shamrock Rovers: 2022, 2024